# Воинское кладбище № 56 (Смерековец)
 Памятник культуры Малопольского воеводства: регистрационный номер А-775 от  10 мая 1995 года.
Воинское кладбище № 56 — Смерековец (пол. Cmentarz wojenny nr 56 - Smerekowiec ) — воинское кладбище, находящееся в окрестностях села Смерековец, Горлицкий повят, Малопольское воеводство. Кладбище входит в группу Западногалицийских воинских захоронений времён Первой мировой войны. На кладбище похоронены военнослужащие Австро-Венгерской и Российской армий, погибшие во время Первой мировой войны в январе-апреле 1915 года. Памятник Малопольского воеводства.

## История
Кладбище было построено Департаментом воинских захоронений К. и К. военной комендатуры в Кракове в 1915 году по проекту словацкого архитектора Душана Юрковича. На кладбище площадью 117 квадратных метра находится 3 братских и 11 индивидуальных могила, в которых похоронены 22 австрийских и 1 русский солдат.
10 мая 1995 года кладбище было внесено в реестр памятников Малопольского воеводства (№ А-775).

## Описание
Кладбище находится при дороге Бенювка-Смерековец до въезда в Смерековец с правой стороны. Возле кладбища располагается приходское кладбище. Территория кладбища имеет овальную форму и обнесена каменной стеной.
В 2004 году на кладбище были реставраторские работы. Каждый надмогильный крест имеет табличку с именем похороненного и их войсковой принадлежностью.
В центре кладбища стоит памятник в виде большого креста, на котором находится надпись на немецком языке:
| WIR WAREN EIN ATEMZUG DER MILIONEN DIE DAS VATERLAND GERETTET HABEN |